# Hemigenia incana
Hemigenia incana là một loài thực vật có hoa trong họ Hoa môi. Loài này được (Lindl.) Benth. mô tả khoa học đầu tiên năm 1848.

## Hình ảnh

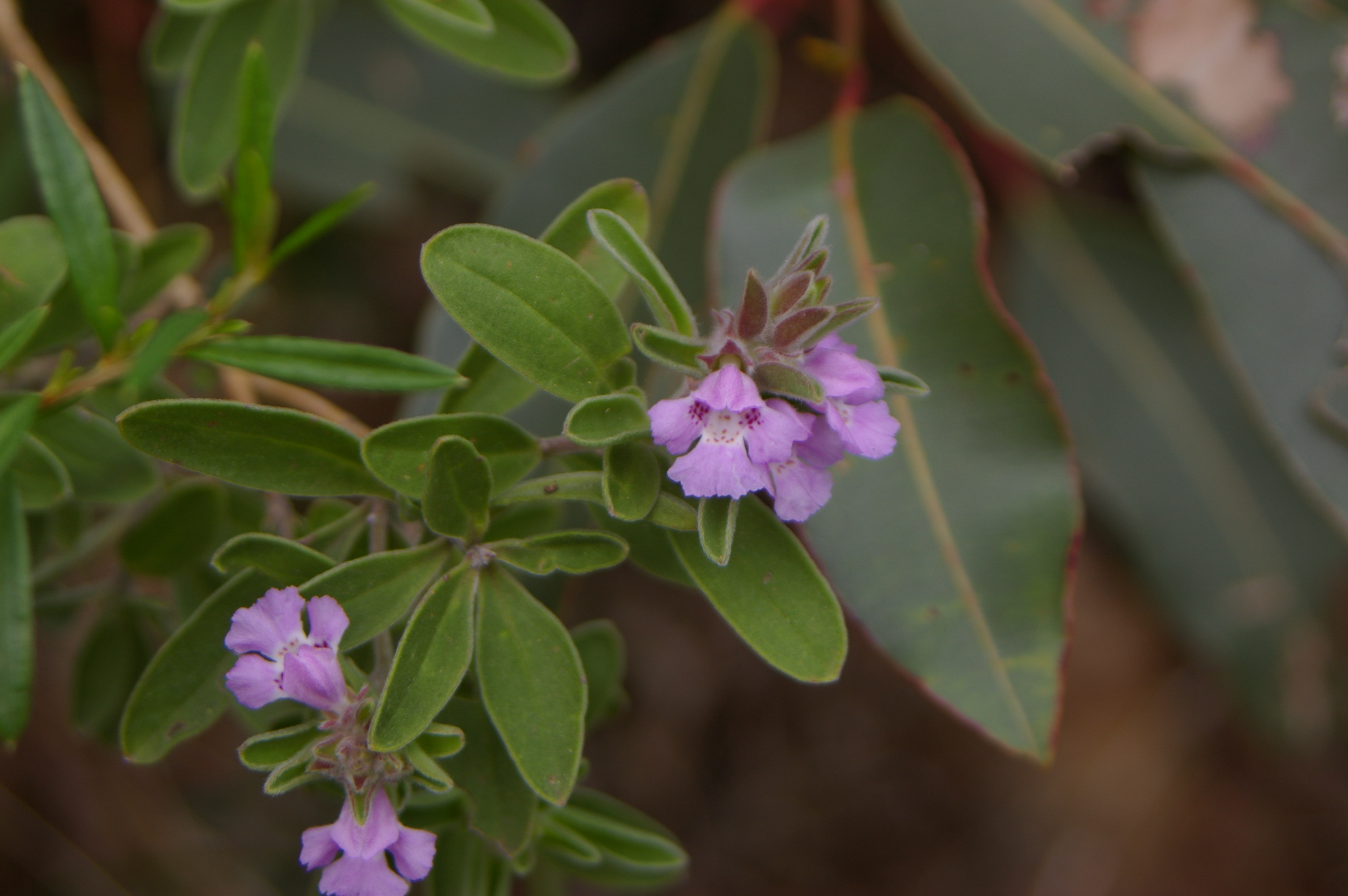